# Regierung Ørsted
Die Regierung Ørsted (dän. regeringen Ørsted) unter Premierminister A. S. Ørsted war vom 21. April 1853 bis zum 12. Dezember 1854 die Regierung Dänemarks. Amtierender König war Friedrich VII.
Die Regierung war das sechste dänische Kabinett seit der Märzrevolution und übernahm sieben der neun Minister der vorangehenden Regierung Bluhme I. Die Regierung Ørsted bestand aus den folgenden Ministern:
- Premierminister: A.S. Ørsted
- Außenminister: C.A. Bluhme
- Finanzminister: W.C.E. Sponneck
- Innenminister:

A.S. Ørsted bis zum 29. April 1854, danach
F.F. Tillisch
- Justizminister: A.W. Scheel (A.S. Ørsted vertrat den Minister vom 10. Mai bis zum 12. Dezember 1854)
- Minister für Kirche und Unterrichtswesen: A.S. Ørsted
- Kriegsminister: C.F. Hansen
- Marineminister: St.A. Bille
- Minister für Schleswig: Karl von Moltke
- Minister für Holstein und Lauenburg: Heinrich von Reventlow-Criminil